# فهرست دولت‌ها و دودمان‌های زرتشتی
در اینجا فهرستی از امپراتوری‌ها، پادشاهی‌ها و دودمان‌هایی ارائه شده که بیشتر پیرو آیین مزدیسنا (دین زرتشت) بوده‌اند.
- پادشاهی هخامنشی (۷۰۵ ق.م. - ۵۵۰ ق. م)
- شاهنشاهی هخامنشی (۵۵۰ ق.م. – ۳۳۰ ق. م)[۱]
- ارمنستان بزرگ (۳۳۱ ق.م. - ۳۰۱ م)
- آتورپاتکان (۳۲۳ ق.م. – سده سوم م)
- شاهنشاهی اشکانی (۲۴۷ ق.م. – ۲۲۴ م)
- پادشاهی سوفن (سده سوم ق.م. - ۹۵ ق. م)
- شاهان پارس (۱۳۲ ق.م. – ۲۲۴ م)
- شاهنشاهی ساسانی (۲۲۴ م. – ۶۵۱)[۲]
- ساسانیان هند (۲۳۰–۳۶۵)
- دودمان گاوباریان (۶۴۲–۷۶۰)
- مسمغان دماوند (۶۵۱–۷۶۰)
- باوندیان (۶۵۱–۸۴۲)
- کارنوندیان (دهه ۵۵۰–سده یازدهم)